# Naberšnik
Naberšnik je priimek več znanih Slovencev:
- Marko Naberšnik (*1973), režiser in scenarist